# Rostbukig timalia
Rostbukig timalia (Dumetia hyperythra) är en asiatisk fågel i familjen timalior som förekommer i och kring Indien.

## Utseende
Rostbukig timalia är en distinkt liten (13 cm) timalia med lätt lång, avsmalnad stjärt, ockrabrun ovansida och rostbeige undersida. Pannan och främre delen av hjässan är mer rostbrun. Sydliga populationer (underarterna albogularis och phillipsi, se nedan) har även vit strupe, medan hos nominatformen är strupen i samma färg som resten av undersidan.

## Utbredning och systematik
Rostbukig timalia delas in i tre underarter med följande utbredning:
- Dumetia hyperythra hyperythra – låglänta områden i sydvästra Nepal till norra och centrala Indien
- Dumetia hyperythra albogularis – Indien (Rajasthan och östra Gujarat till Krishnafloden och söderut till södra Indien)
- Dumetia hyperythra phillipsi – Sri Lanka

Arten placerades tidigare som ensam art i Dumetia. Genetiska studier av timalior från 2019 visar dock att den är mycket närbesläktad med svarthuvad timalia (Rhopocichla atriceps), så pass att studiens författare rekommenderar att de placeras i samma släkte, där Dumetia har prioritet. Tongivande International Ornithological Congress och eBird/Clements har implementerat rekommendationerna och denna linje följs även här.

## Levnadssätt
Rostbukig timalia trivs i olika öppna och snåriga miljöer i skog och buskmark, från havsnivån upp till 900 meters höjd, i södra Indien ända till 1800 meter. Den födosöker likt fulvettor, vanligen i grupper om fem till tolv fåglar, på jakt efter insekter och frön. Häckningssäsongen sträcker sig från januari och oktober varunder den lägger flera kullar. Fågeln bygger sitt bo dolt i lövverket i en buske vari den lägger tre till fyra ägg. Boparasitism från bandad buskgök har noterats. Arten är stannfågel.

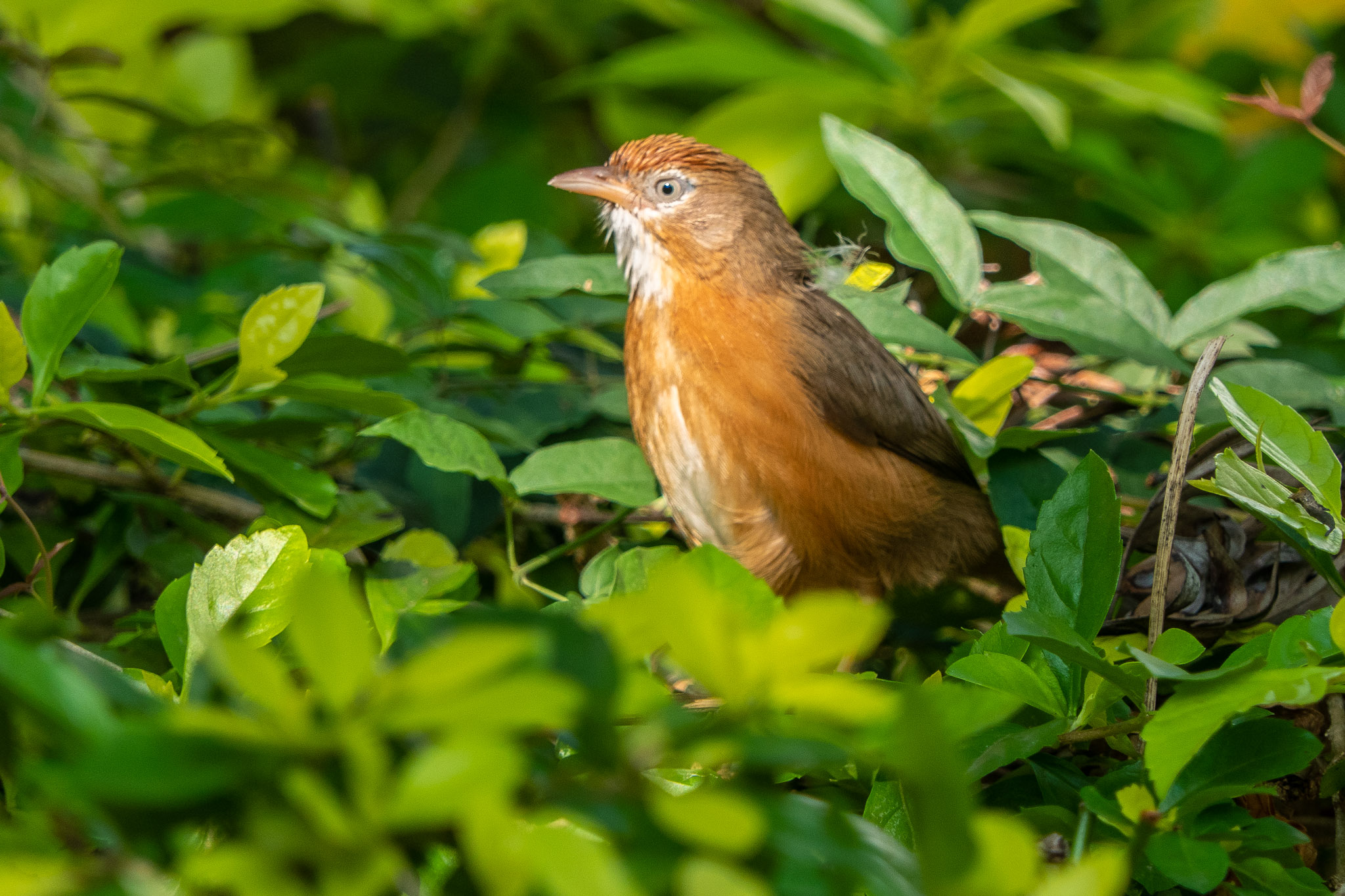

## Status och hot
Arten har ett stort utbredningsområde, men tros minska i antal, dock inte tillräckligt kraftigt för att den ska betraktas som hotad. IUCN kategoriserar därför arten som livskraftig (LC). Världspopulationen har inte uppskattats, men den beskrivs som lokalt vanlig.